# Раздельная улица (Киев)
Раздельная улица (укр. Роздільна вулиця) — улица в Соломенском районе города Киева, местность Кучмин яр. Пролегает от улицы Кудряшова до улицы Кучмин Яр.
Приобщаются улица Энергетиков и переулок Энергетиков.

## История
Улица возникла в середине XX века под названием 2-я Новая. Современное название — с 1955 года.